# 英國海外航空
英國海外航空公司（英語：The British Overseas Airways Corporation，簡稱BOAC）是一家英國的航空公司，由帝國航空公司和前英國航空有限公司（British Airways Ltd）合併而成。在1939年至1946年間，英國海外航空公司是英國的國營航空公司，經營國內及國際航線服務。1946年起，英國海外航空公司則變成只負責長程航線的國營航空公司。根據1971年英國國會通過的法律，英國海外航空公司在1974年與英國歐洲航空公司正式合併成為今日的英國航空公司。

## 公司歷史
1930年代起，帝國航空及後來的英國海外航空經營從南安普敦前往非洲及亞洲殖民地的客運和空郵航線。當時兩家航空公司使用帝國型飛艇和加爾各答型飛艇營運。
機師方面，除了在英國本土訓練機師外，英國海外航空亦有在烏干達東北部城市索羅提開設一家熱帶地區航空訓練學校培訓機師。

### 分拆
根據1946年的民航法令，英國海外航空被分拆成三家公司：
- 英國海外航空－經營大英帝國殖民地、北美及遠東航線
- 英國歐洲航空（British European Airways，簡稱BEA）－經營內陸及歐洲航線
- 英國南美航空（British South American Airways，簡稱BSAA）－經營南美洲及加勒比海航線

1949年7月，英國南美航空與英國海外航空合併，再次成為英國海外航空的一部份。

### 首家引進噴射民用客機公司

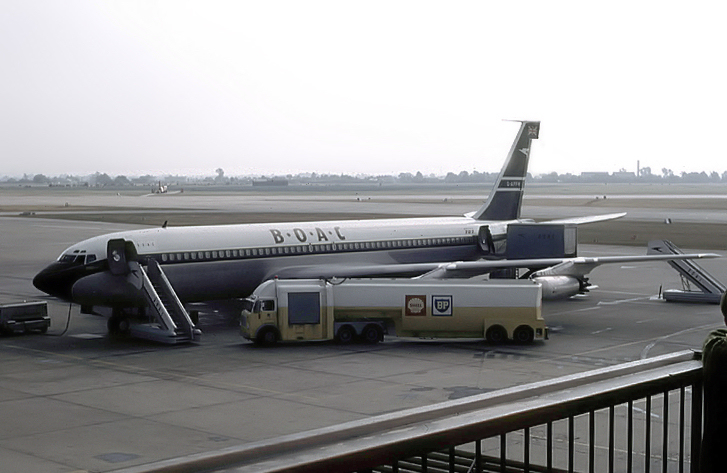
哈維蘭彗星型客機因技術問題發生多次事故後，英國海外航空公司決定改用波音707客機取代之。

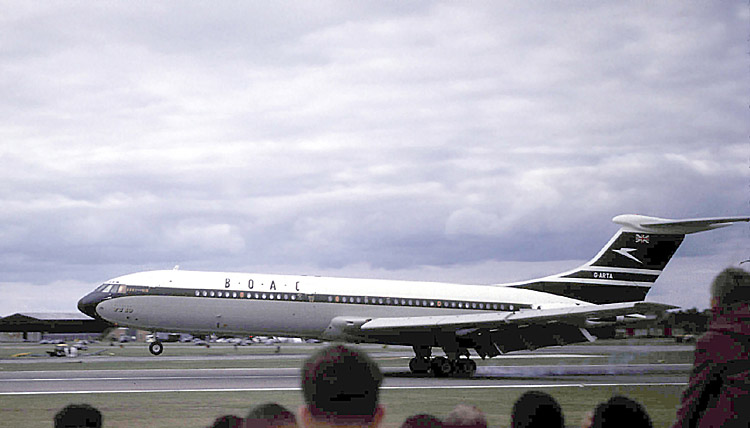
維克斯VC-10是專為英國海外航空的非洲航線研製的航機。由於要適應非洲的炎熱天候和當地機場處於較高位置，因此該航機並不適合北美航空公司使用。

1952年，英國海外航空成為第一間引入噴射機之航空公司，即哈維蘭彗星型客機。所有彗星-1型客機於1954年4月正式投入服務，惟後來其中四架彗星型客機失事撞毀，當中兩架為英國海外航空公司的飛機。由於調查人員發現該型號客機金屬結構因飛機升降時重複的加壓和減壓導致金屬疲勞而出現嚴重爆裂。在糾正這個問題時，哈維蘭的工程師透過許多方法改進了彗星型客機的設計，創造了4個不同型號。1958年，英國海外航空公司用新的彗星型客機為首個越過大西洋航線的旅客提供服務。
在五十及六十年代期間，英國海外航空的全英國製的機隊發生巨變，開始引入美國波音公司製造的航機。1956年，英國海外航空公司向波音訂購了15架波音707客機。1964年起，Giles Guthrie爵士領導英國海外航空公司，基於經濟原因，他喜歡波音飛機。而且，在他的領導之下，在六十年代後期，英國海外航空公司的確開始轉虧為盈。但對於他不採用英國本土的飛機的決定，卻在英國議會裡引發連串政治爭議。政府則命令英國海外航空恢復部分Guthire取消的30架VC-10客機的訂單，購買17架VC-10客機。但VC-10的營運費用遠比波音707為高，主要是因為航機當時是設計給英國海外航空的非洲航線使用的。
英國海外航空後來成為了波音在北美洲以外最大的顧客。波音從英國海外航空公司收到的下一個主要訂單是11架波音747-100型客機。英國海外航空於1970年4月22日接收首架波音747客機，但是由於英國機師公會飛行員罷工，直至1971年4月14日飛機才正式投入商業服務。
1962年，英國海外航空與冠納郵輪合組成英國海外航空－冠納有限公司提供北美、加勒比海和南美定期航線的服務，惟1966年終止運作。

### 解散
1972年9月1日，英國航空委員會正式成立，並成為英國海外航空和英國歐洲航空的董事局。1974年3月31日，董事局宣布解散英國海外航空和英國歐洲航空，兩家公司的業務則合併成現時的英國航空。
如兩家航空公司未被合併成為英國航空，英國海外航空將會成為第一家營運協和式客機的航空公司。

## 曾營運機隊
《曾營運機隊》

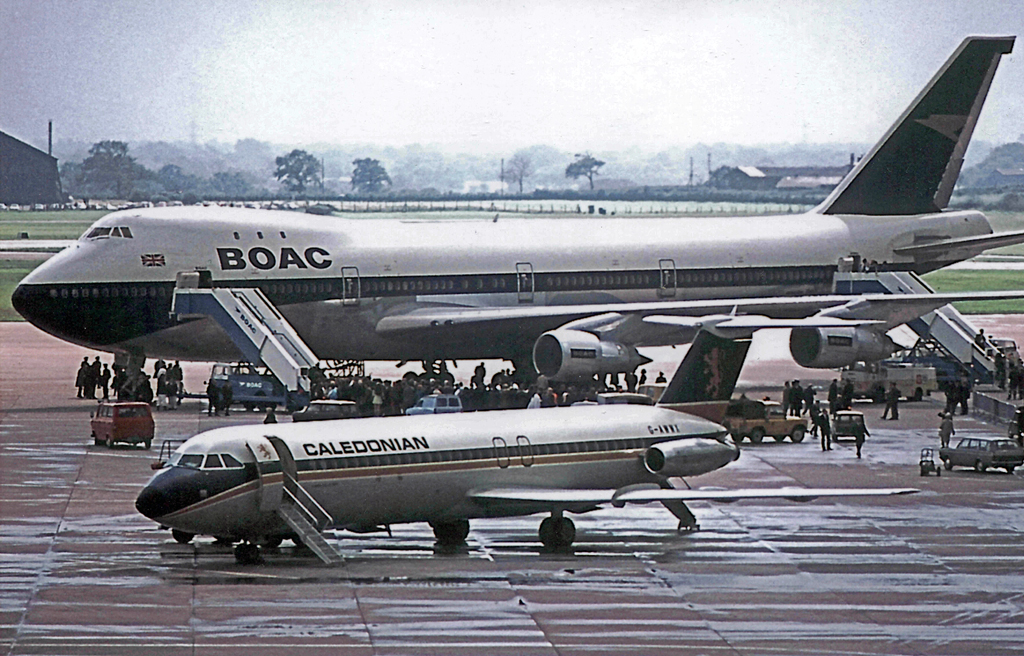
1970年英國海外航空波音747-136在曼徹斯特

以下為英國海外航空曾營運的機隊，括號內顯示首次使用年份：
- 空速Consul型(Airspeed Consul)(1949)
- 空速牛津型(Airspeed Oxford) (1948)
- 阿姆斯壯・Whitworth A.W.38 Whitley 5型(Armstrong Whitworth A.W.38 Whitley 5) (1942)
- 阿姆斯壯・Whitworth Ensign型(Armstrong Whitworth Ensign) (1939)
- (Avro 683 Lancaster) (1944)
- Avro 691 Lancastrian (1945)
- Avro 688 Tudor 1 (1946)
- Avro 685 York (1944)
- Bristol Britannia (1955)
- 波音314A（1941年）
- 波音377（1949年）
- 波音707（1960年）
- 波音747（1969年）
- Canadair C-4 Argonaut (1947)
- Consolidated Model 28 Catalina (1940)
- Consolidated Model 32 Liberator (1941)
- Curtis Wright CW-20 (1941)
- 哈維蘭DH.91型客機(de Havilland DH.91 Albatross) (1940)
- de Havilland DH.95 Flamingo (1940)
- 哈維蘭蚊式（1943年）
- de Havilland DH.104 Dove (1946)
- 哈維蘭彗星型（1951年）
- 道格拉斯DC-3（1940年）
- 道格拉斯DC-7C（1956年）
- Focke-Wulf Fw 200B Condor (1940)
- Handley Page Halifax (1946)
- Handley Page Halton (1946)
- Handley Page Hermes (1949)
- Lockheed Constellation (1948)
- Lockheed Hudson (1941)
- Lockheed Lodestar (1941)
- Short S.23 Empire (1936)
- Short S.25 Sunderland (1942)
- 修特S.26型(Short S.26) (1939)
- 修特帝國型(Short S.30 Empire) (1938)
- 修特Sandringham型(Short Sandringham) (1947)
- 修特Solent型(Short Solent) (1946)
- 維式VC10型(Vickers VC10) (1964)
- 維式沃里克型(Vickers Warwick) (1942)

## 事故
- 781號班機，1954年1月10日在空中解體。
- 英國海外航空G-ALAM號客機，1954年3月13日墜毀於新加坡加冷機場。
- 911號航班，1966年3月5日一架波音707-436墜毀在日本富士山。
- 712號航班，1968年4月9日坠毁在英格蘭。
- 775號航班，1970年9月9日被劫持，为道森机场系列劫机事件的一部分。

## 其他
英國海外航空的標誌為一隻類似高速飛行的鳥類，因此，航空交通管制一般稱呼英國海外航空的班機為「speed bird」。而這個稱號亦沿用至今日的英航，即使今日英航的標誌為一條絲帶。

## 外部連結
- BOAC Junior Jet Club Information （页面存档备份，存于）（英文）